# Смолярчук Василь Іванович
Васи́ль Іва́нович Смолярчу́к (4 листопада 1981 — 19 січня 2015) — солдат Збройних сил України. Один із «кіборгів».

## Життєпис
Виріс у багатодітній сім'ї. Мобілізований 19 серпня 2014 року, солдат 3-го батальйону 80-ї окремої аеромобільної бригади, стрілець. З листопада перебував у зоні бойових дій.
19 січня 2015-го загинув під час оборони аеропорту Донецька. Група, у складі якої був Василь, мала завдання доставити до нового термінала зенітну установку — була необхідна для зачистки верхніх поверхів будівлі від терористів. В умовах обмеженої видимості та безперервних гранатометних обстрілів МТ-ЛБ згорів цілком. Після вибуху та утворення завалів у новому терміналі аеропорту доля Василя була невідомою.
Через місяць тіло Василя Смолярчука вдалося вивезти з ДАП разом з тілами Владислава Алексейчука, Олексія Марченка, Петра Савчука, Миколи Самака та Дмитра Ґудзика.
Впізнаний за експертизою ДНК. 30 квітня 2015-го з Василем попрощалися в Рожищах, 1 травня похований у селі Тристень.
Без Василя лишились цивільна дружина Тетяна Стеценко та донька Богдана 2011 р.н.

## Нагороди та вшанування
За особисту мужність і героїзм, виявлені у захисті державного суверенітету та територіальної цілісності України, вірність військовій присязі під час російсько-української війни, відзначений — нагороджений
- 22 вересня 2015 року — орденом «За мужність» III ступеня (посмертно)[1]